# Елисавет Котула
Елисавет Котула (на гръцки: Ελισάβετ Κωτούλα) e гръцка просветна деятелка и революционерка от Македония.

## Биография
Родена е в 1876 година в южномакедонския град Бер. Преподава в различни български и влашки села в Македония. По време на Балканската война е доброволка като медицинска сестра в гръцката армия. Подпомага обновяването на Старата митрополия в Бер.